# Isaque Traoré
Isaque ou Issaca Traoré (em francês: Issaka Traoré) foi um nobre senufô da dinastia Traoré ativo durante o reinado do fama Babemba (r. 1893–1898).

## Vida
Isaque era filho de Daulá Traoré (r. 1845–1860). No tempo da ascensão de Babemba (r. 1893–1898), seu irmão, houve uma tentativa de impedir sua ascensão e o nome de Isaque foi considerado para suceder Tiebá (r. 1866–1893), seu irmão. Em 1895-1896, quando Sagaba se revolta contra a autoridade de Quenedugu, Isaque foi enviado para sufocá-la. Melegué Uatara reuniu os habitantes de Cutiala para ajudar Sagaba e ao retornarem foram surpreendidos com a chegada de Isaque, que acampou em frente ao acampamento de Melegué, forçando a evacuação da vila e a fuga de Melegué. Em 1896, foi enviado no comando de um exército contra Tengrela, recém capturada por Samori Turé do Império de Uassulu. Isaque castigou Polona, que acabara de submeter-se a Samori e caminhou para Tengrela, então ocupada por Bilali. Isaque convocou Queletigui para participar da expedição. Foi atacado por Bilali em Tiediugubugu e ao perder cerca de 2 000 soldados, foge para Sicasso e na perseguição se afoga no rio Bagué.